# Litton (Yorkshire du Nord)
Pour les articles homonymes, voir Litton.
Litton est un village et une paroisse civile du Yorkshire du Nord, en Angleterre.